# Agence France-Presse
Agence France-Presse (AFP) is een Frans persbureau gevestigd in Parijs. AFP is het oudste persbureau ter wereld en, na Associated Press en Reuters, het grootste bureau ter wereld.
AFP werd opgericht in 1835 door Charles-Louis Havas als Agence Havas. Tijdens de Tweede Wereldoorlog vestigde Agence Havas zich in Vichy, in het niet-bezette deel van Frankrijk, onder de naam Office français d'information (OFI). Na de oorlog werd het OFI opgeheven en vervangen door Agence France-Presse. 
Regionale centra zijn gevestigd in Washington, Hongkong, Nicosia en Montevideo. Daarnaast heeft AFP nog bureaus in 110 landen. In Nederland wordt het vertegenwoordigd door het ANP.